# Nemzeti Palota (Cali)
A Nemzeti Palota (spanyolul Palacio Nacional) a kolumbiai Cali belvárosának egyik műemléke. Ma igazságszolgáltatási intézmények működnek benne.

## Képek

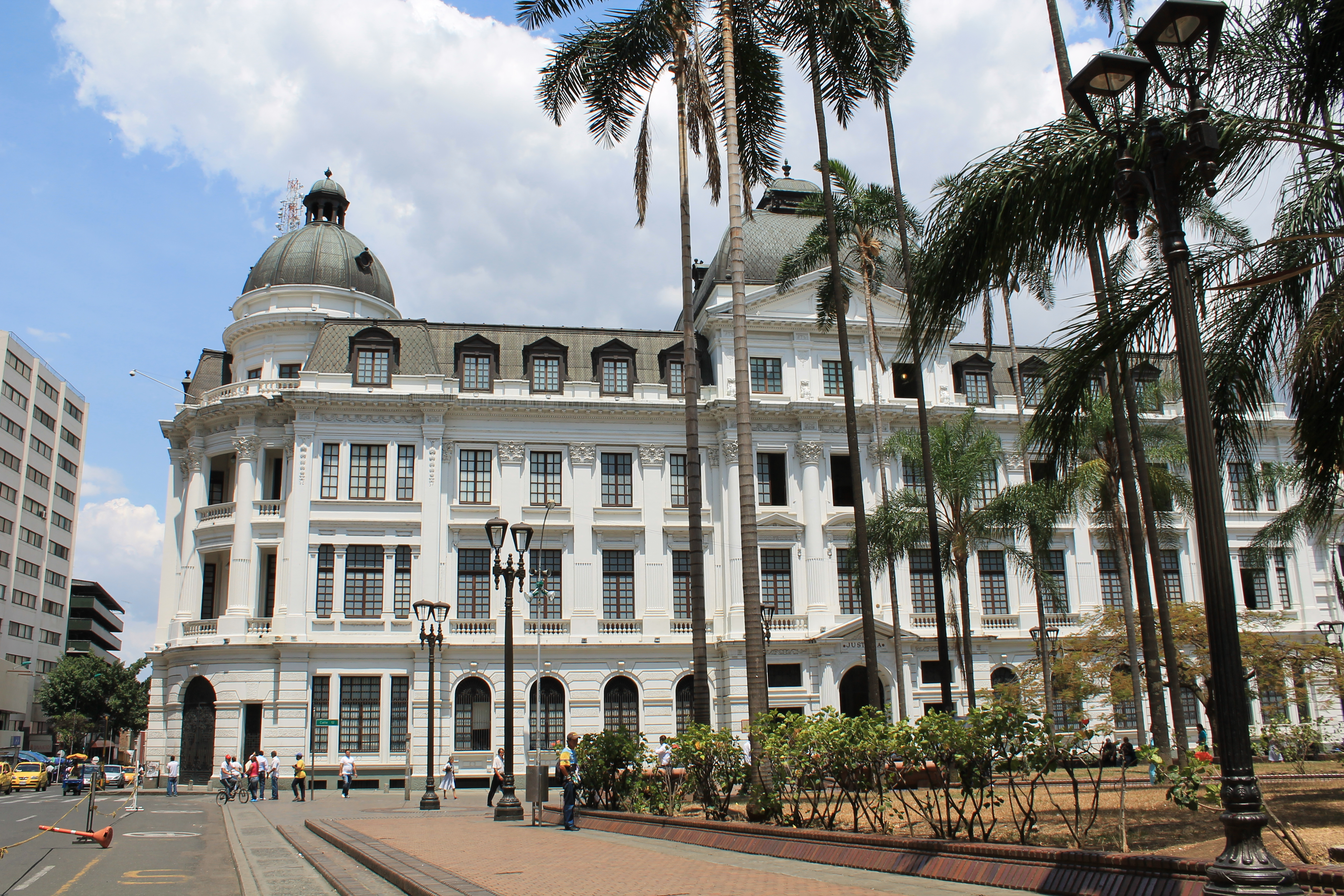
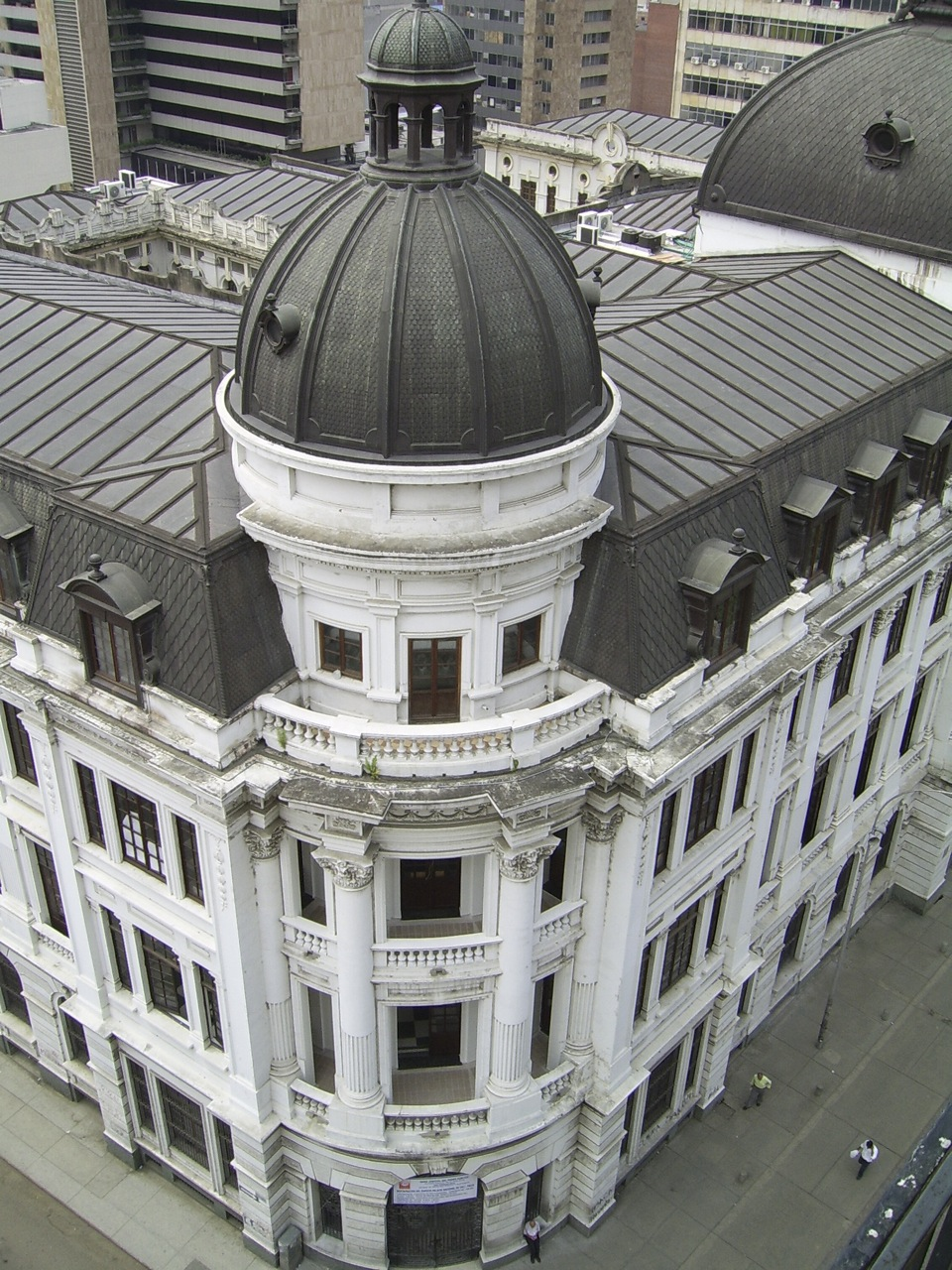
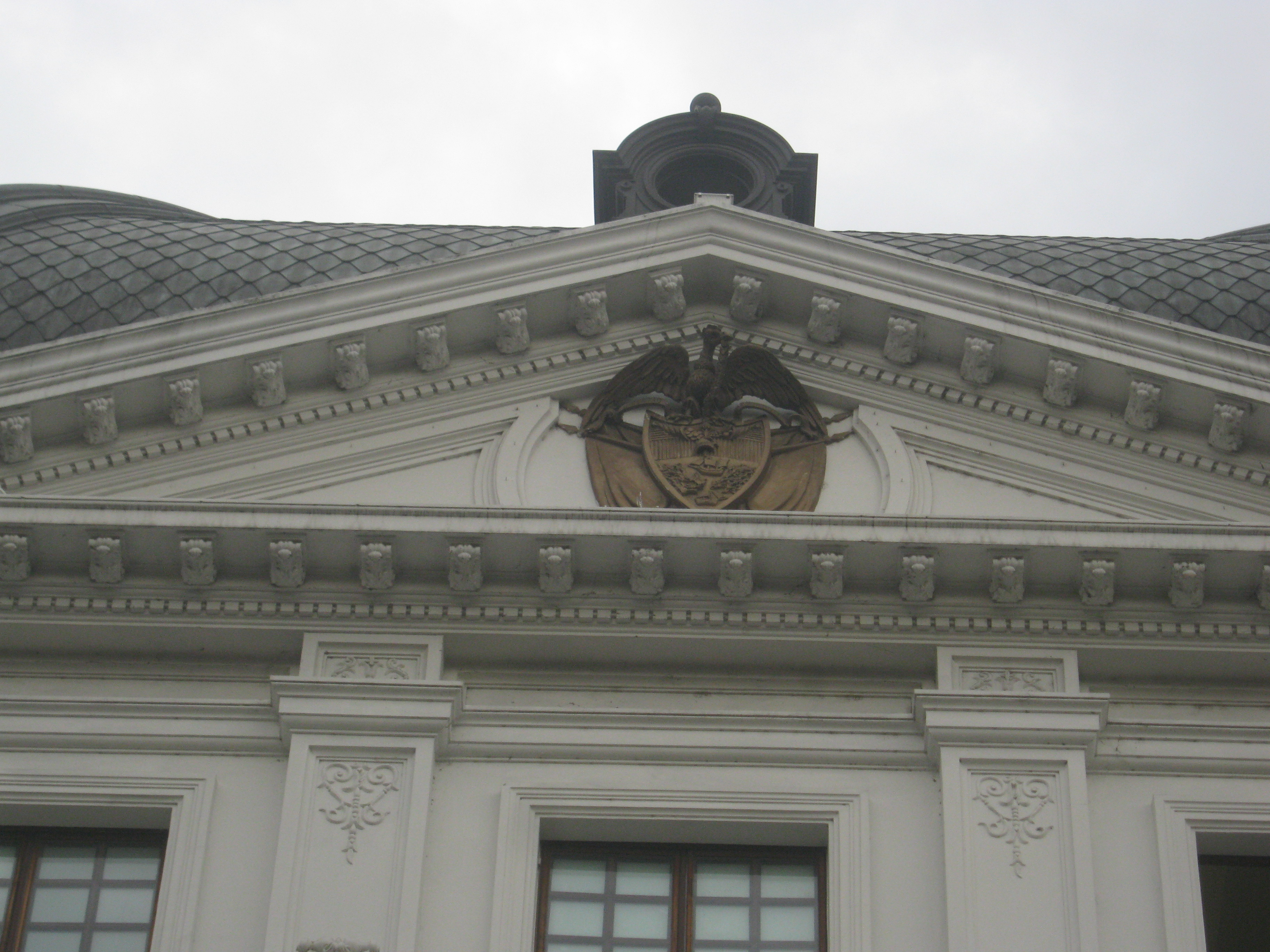
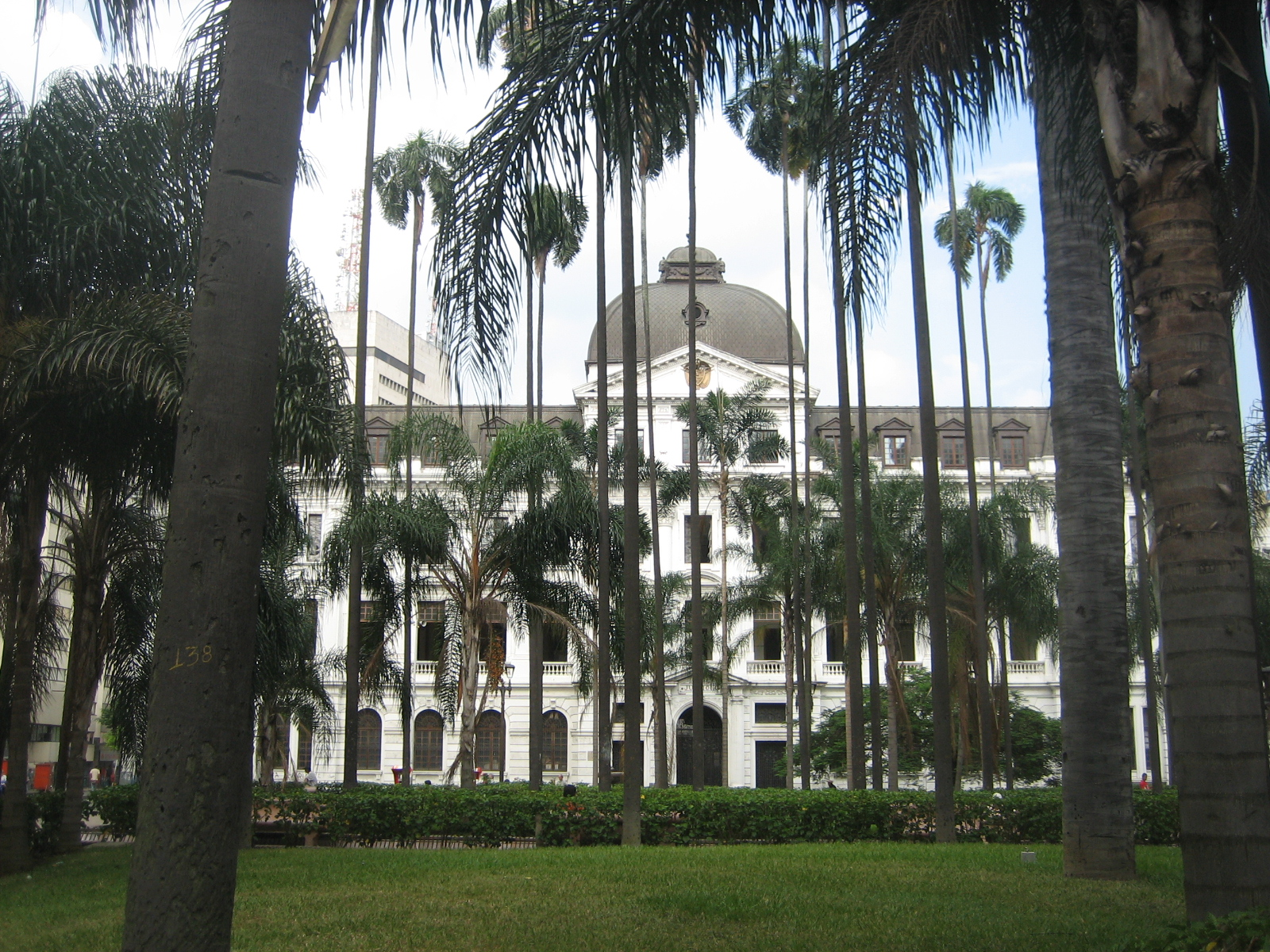

## Története
A palota építése Pedro Nel Ospina elnök idején, 1928. február 15-én kezdődött el. Eredeti terveit a francia Joseph Martins (más forrás szerint Maertens) készítette, de a munkákat irányító mérnök, Paulo Emilio Páez módosított rajtuk. Az építész a lifteket nem számítva 885 000 pesós költségvetésből dolgozhatott. Az építkezés 1931 októberében leállt, majd Guillermo Garrido mérnök fejezte be 1933-ban. A zárópárkányok kivitelezési munkálatain olasz szakemberek is dolgoztak, a kiváló minőségű cédrusfából készült ablakokat és ajtókat helyi mesterek készítették, a zárszerkezeteket Európából hozatták. A palota ünnepélyes felavatására 1933. július 1-én került sor Enrique Olaya Herrera elnök jelenlétében. Eredetileg különféle (például közigazgatással, postával, vasúttal, valamint gazdasági és katonai ügyekkel foglalkozó) irodák működtek benne. 1985-ben nemzeti műemlékké nyilvánították, 1996-ban megkezdték felújítását.

## Leírás
A 2455 m²-es területen felépült (más forrás szerint 2600 m²-es) vasbeton szerkezetes palota Cali belvárosában, a Calle 12 és a Carrera 4 utcák sarkán, a Cayzedo tér keleti oldalán, közvetlenül az Otero-épület északi szomszédságában áll. Egy földalatti és egy manzárdszintet is beleszámítva összesen 5 szintes. Alaprajza szabálytalan, az egymást nem pontosan derékszögben metsző utcák miatt az épület falai sem derékszöget zárnak be. A tér felé néző homlokzat szimmetrikus lenne, ha nem vennénk figyelembe a sarkon emelkedő, kupolával fedett építményrészt. Legmagasabb pontja az ennek a homlokzati résznek a közepén emelkedő másik kupola, amely alatt a főbejárat is található.